# خاتچن
خاتچن (ارمنی: Խաչեն) یک منطقهٔ مسکونی در جمهوری آرتساخ است که در استان آسکران واقع شده‌است. خاتچن ۳۶۹ نفر جمعیت دارد و ۹۵۸ متر بالاتر از سطح دریا واقع شده‌است.